# Истребитель демонов
«Истребитель демонов» (яп. 鬼滅の刃 Кимэцу но яиба, досл. «Клинок, уничтожающий демонов») — манга автора и иллюстратора Коёхару Готогэ, выпускавшаяся в журнале сёнэн-манги Weekly Shonen Jump издательства Shueisha с февраля 2016 года по май 2020 года и изданная позднее в двадцати трёх танкобонах. За распространение манги на территории Северной Америки отвечают издательство Viz Media и сервис Manga Plus, принадлежащий Shueisha, а в России правами на издание и распространение владеет издательство «Истари комикс». Сюжет рассказывает о подростке по имени Тандзиро Камадо, который становится истребителем демонов после того, как всю его семью убил демон, а младшая сестра Тандзиро по имени Нэдзуко, единственная выжившая, сама стала демоном.
С апреля по сентябрь 2019 года выходил 26-серийный первый сезон аниме-сериала по мотивам манги, созданного студией Ufotable, а в октябре 2020 года в прокат вышел полнометражный фильм «Истребитель демонов: Поезд „Бесконечный“», ставший самым кассовым аниме-фильмом в истории. С октября 2021 года по февраль 2022 года выходил второй сезон аниме, состоящий из 18 серий, а в феврале 2023 года состоялась премьера фильма-компиляции «Истребитель демонов: Деревня кузнецов». Третий сезон, состоящий из 11 серий, выходил с апреля по июнь 2023 года. В феврале 2024 года вышел второй фильм-компиляция, «Истребитель демонов: На тренировку столпов». Четвёртый сезон сериала выходил с мая по июнь 2024 года. Кроме того, в 2025 году вышел первый фильм кинотрилогии, основанной на сюжетной арке «Бесконечная крепость».
К февралю 2021 года продажи манги превысили отметку в 150 млн копий, что сделало её одной из самых продаваемых серий манги в истории. Также она становилась самой продаваемой мангой в 2019 и 2020 годах. Манга удостоилась похвалы со стороны критиков за стиль рисунка, сюжет, боевые сцены и персонажей. Франшиза «Истребитель демонов» является одной из самых прибыльных за всё время.

## Сюжет

### Мир
Действие манги происходит в Японии эпохи Тайсё, где существует секретная организация специально обученных воинов-мечников, называющих себя «истребителями демонов». Испокон веков они сражаются с демонами — существами, которые ранее были людьми и которые обладают сверхъестественными способностями, такими как сверхчеловеческая сила, мгновенная регенерация и особые способности, именуемые «магией крови». Демонов можно убить только обезглавливанием с помощью оружия, выкованного из редкого сплава, называемого «клинком солнца» и пропитанного ядом из цветов глицинии, либо же достаточно вывести их на свет солнца.
В то же время все истребители демонов являются людьми, однако они владеют так называемыми «техниками дыхания», связанными с различными стихиями и помогающими им в бою. Эти техники наделяют их сверхчеловеческой силой и большей устойчивостью, что позволяет им успешно сражаться с демонами. Наиболее авторитетных мечников называют «столпами» — этот титул они получили после убийства членов Дюжины бесовских лун, в которую входят двенадцать сильнейших демонов, или после убийства пятидесяти демонов, способствующего повышению ранга мечника.

### История
Добрый и умный юноша по имени Тандзиро Камадо живёт в горах со своей семьёй. После смерти отца он обеспечивает семью, продавая уголь в близлежащей деревне. Однажды по возвращении домой Тандзиро обнаруживает, что его семью убил демон. Выжить удалось лишь его сестре Нэдзуко, которая сама стала демоном, но при этом не лишилась человеческих эмоций и мышления. После стычки с Гию Томиокой, водным столпом истребителей демонов, Тандзиро отправляется к пожилому учителю Гию по имени Сакондзи Урокодаки, который готовит юношу к становлению истребителем демонов. Так начинается путь Тандзиро к способу помочь Нэдзуко снова стать человеком.
Спустя два года тренировок Тандзиро осваивает технику «дыхание воды» и отправляется на окончательный отбор в мечники-истребители демонов. Пройдя испытание вместе с несколькими другими кандидатами, он официально становится членом организации истребителей. Урокодаки тем временем внушает Нэдзуко некоторые свои заветы, чтобы та защищала людей, и поэтому она помогает Тандзиро в охоте на демонов. Отправившись на миссию в Асакусу, Тандзиро встречает там Мудзана Кибуцудзи, прародителя всех демонов и убийцу его семьи. Там же Тандзиро и Нэдзуко встречают Тамаё и Юсиро, двоих демонов, свободных от власти Мудзана. Они соглашаются создать лекарство для Нэдзуко, однако для этого Тандзиро должен взять образцы крови членов Дюжины бесовских лун — молодых Кокусибо, Домы, Акадзы, Хантэнгу, Гёкко и Гютаро, и старых Эмму, Рокуро, Вакурабы, Мукаго, Руи и Камануэ, — двенадцати самых могущественных демонов, прислуживающих непосредственно Мудзану.
Во время своей следующей миссии Тандзиро и Нэдзуко знакомятся с Дзэницу Агацумой и Иноскэ Хасибирой, также прошедшими окончательный отбор. Вместе они побеждают Кёгая, бывшего члена Дюжины. Вскоре мечники противостоят Руи и, хотя Тандзиро ради победы применяет новую технику дыхания под названием «танец бога огня», они оказываются в меньшинстве. На помощь им приходят Гию и насекомий столп Синобу Котё, после чего те приводят их в штаб-квартиру истребителей демонов, где Тандзиро присутствует на собрании главы истребителей Кагаи Убуясики и столпов, элитных воинов организации, — Гию, Синобу, каменного столпа Гёмэя Химэдзимы, ветряного столпа Санэми Синадзугавы, змеиного столпа Обаная Игуро, пламенного столпа Кёдзюро Рэнгоку, туманного столпа Муитиро Токито, звукового столпа Тэнгэна Удзуя и любовного столпа Мицури Канродзи. Все столпы, за исключением Гию, считают, что Нэдзуко следует убить. Тем не менее Кагае удаётся убедить их признать её. С согласия главы Тандзиро начинает работать со столпами, получая заметно больше защиты от демонов.
Узнав о смерти Руи, Мудзан, разочарованный частыми неудачами Камануэ, Мукаго, Вакурабы и Рокуро, убивает всех старых лун. В живых остаётся лишь Эмму, которому Мудзан приказывает убить Тандзиро. В ходе битвы с Эмму на пассажирском поезде Тандзиро убивает демона с помощью Кёдзюро, однако здесь же Кёдзюро убивает Акадза. Спустя несколько месяцев Тандзиро, Дзэницу и Иноскэ в сопровождении Тэнгэна отправляются в Ёсивару, где в ходе продолжительной битвы убивают Гютаро и его сестру Даки. Тэнгэн, получивший в битве множество ранений и потерявший руку, решает уйти из истребителей.
Прибыв в деревню кузнецов за новой катаной, Тандзиро знакомится с Гэнъей Синадзугавой, младшим братом Санэми, обладающим необычной способностью на время принимать обличье демона, пожирая демоническую плоть. С помощью Муитиро и Мицури им удаётся убить Гёкко и Хантэнгу, после чего выясняется, что Нэдзуко стала невосприимчива к солнечному свету. Мудзан, всю свою жизнь стремившийся победить солнце и стать совершенным существом, задаётся целью поймать её. Тандзиро также узнаёт, что его танец бога огня произошёл от «дыхания дня», первоначальной техники дыхания, созданной самым могущественным истребителем демонов в истории по имени Ёриити Цугикуни, и тренируется владеть ей, чтобы противостоять Мудзану.
Предвидя дальнейшие действия Кибуцудзи, Кагая принимает решение организовать для всех истребителей демонов специальные тренировки, чтобы подготовить их к грядущей битве. Тамаё создаёт сыворотку из образцов крови Дюжины для исцеления Нэдзуко, которая восстанавливается в изоляции от всех. Когда Мудзан приходит к Кагае, тот устраивает демону засаду, в которой погибает. Столпы нападают на Мудзана, но внезапно оказываются в Бесконечной крепости, безграничном лабиринте, в котором живут трое оставшихся в живых членов Дюжины, а также недавно получившие в ней места Кайгаку и Накимэ, бывший напарник Дзэницу и личная помощница Мудзана соответственно. Пока Дзэницу убивает Кайгаку, Тамаё ослабляет Мудзана с помощью созданного ей яда. Акадза предаёт Мудзана и совершает самоубийство, вспоминая свою человеческую жизнь, в то время как Синобу жертвует собой, чтобы её наследница Канао Цуюри и Иноскэ смогли убить Дому. В то же время в ходе продолжительной битвы Кокусибо убивает Гэнъю и Муитиро, после чего погибает и сам. Мудзан убивает Тамаё, однако истребителям демонов удаётся убить контролирующую крепость Накимэ и перенести битву на поверхность. Они вступают в битву на истощение, стараясь сдержать Кибуцудзи до восхода солнца. Мудзан погибает от солнечных лучей, а Гёмэй, Обанай и Мицури — от тяжёлых ранений. Тандзиро, нанёсший последний удар, смертельно ранен, однако Мудзан успевает дать юноше остатки своей крови, превращая его в демона и надеясь, что таким образом его вид выживет. Тандзиро нападает на истребителей демонов, но с помощью друзей и Нэдзуко, вновь ставшей человеком, возвращает себе прежний облик. После битвы из столпов выживают лишь Гию, Тэнгэн и Санэми, а организация истребителей демонов прекращает своё существование.
Смерть Мудзана способствует фактическому вымиранию демонов, находившихся под его контролем, в то время как Юсиро продолжает жить и становится художником. Тандзиро и Нэдзуко вместе с Дзэницу и Иноскэ возвращаются домой. Тандзиро женится на Канао, Иноскэ — на помощнице Синобу Аой Кандзаки соответственно, а Дзэницу — на Нэдзуко. Эпилог демонстрирует потомков и реинкарнации главных героев, живущих мирной жизнью в мире, свободном от демонов, сто лет спустя.

## История создания
После неудачной попытки Готогэ превратить свою мангу Haeniwa no Zigzag, опубликованную в журнале Weekly Shōnen Jump в 2015 году, в полноценную историю, Тацухико Катаяма, первый редактор Готогэ, предложил начать сюжет с «простой для понимания темы». Kagarigari, дебютная работа Готогэ, послужила основой для первого черновика, получившего название Kisatsu no Nagare (яп. 鬼殺の流れ Кисацу но нагарэ); в нём уже присутствовали катаны и демоны, хорошо знакомые японским читателям. Однако из-за серьёзного тона, недостатка комичных моментов и мрачного сюжета от данной идеи пришлось отказаться, и тогда Катаяма предложил Готогэ вписать в эту концепцию более яркого и стандартного персонажа. Изначально манга должна была иметь название Kisatsu no Yaiba (яп. 鬼殺の刃 Кисацу но яиба, букв. «Клинок, убивающий демонов»), однако авторам иероглиф «сацу» (яп. 殺, букв. «убийство») в названии показался слишком открытым. Они выдумали более понятное по их мнению слово «кимэцу» (яп. 鬼滅), и Готогэ показалась интересной идея сократить название таким образом; слово «яиба» (яп. 刃, букв. «клинок») подразумевает японский меч. По словам Готогэ, основными источниками вдохновения при создании манги стали такие произведения, как JoJo’s Bizarre Adventure, «Наруто» и «Блич». В своих интервью Катаяма заявлял, что красноволосый Тандзиро со шрамом на лице был создан под впечатлением от манги под названием Rurouni Kenshin, выходившей в 1990-х годах, главный герой которой, Химура Кэнсин, выглядит похоже.

## Материалы

### Манга
Написанная и проиллюстрированная Коёхару Готогэ, манга «Истребитель демонов» выходила в журнале сёнэн-манги Weekly Shonen Jump издательства Shueisha с 15 февраля 2016 года по 18 мая 2020 года. Позднее Shueisha издала все главы манги в двадцати трёх танкобонах, выходивших с 3 июня 2016 года по 4 декабря 2020 года.
Начиная с января 2019 года, Shueisha выпускала серию с переводом на английский язык на своём сервисе Manga Plus. В рамках программы «Jump Start» компания Viz Media опубликовала в своём журнале Weekly Shonen Jump первые три главы. 20 июля 2017 года на Комик-коне в Сан-Диего Viz объявила о приобретении лицензии на издание манги на территории Северной Америки. Первый том вышел 3 июля 2018 года.
В России правами на издание и распространение манги владеет издательство «Истари комикс». Первый том на русском языке поступил в продажу в мае 2022 года, а последний — в январе 2025 года.

#### Спин-оффы
Giyu Tomioka Gaiden (яп. 冨岡義勇 外伝 Томиока Гию Гайдэн, «Гайдэн о Гию Томиоке») — посвящённый Гию спин-офф манги, состоящий из двух глав, вышедших в Weekly Shonen Jump 1 и 8 апреля 2019 года. Готогэ указан как автор сценария, а Рёдзи Хирано — как иллюстратор. 20 июля 2016 года побочная история была опубликована в журнале Jump Giga.
Kimetsu no Aima! (яп. きめつのあいま! Кимэцу но аима!) — цветной спин-офф в формате ёнкомы за авторством Рёдзи Хирано, выпускался с 7 апреля по 29 сентября 2019 года в приложении и на сайте Shonen Jump+, принадлежащих Shueisha. В манге представлены тиби-версии персонажей из основной серии.
В мае 2020 года, по завершении выхода основной серии, состоялся анонс спин-оффа под названием Kyojuro Rengoku Gaiden (яп. 煉獄外伝 Рэнгоку Кё:дзюро: Гайдэн, «Гайдэн о Кёдзюро Рэнгоку»), нарисованного Рёдзи Хирано и рассказывающего о Кёдзюро. 12 и 17 октября 2020 года Weekly Shōnen Jump опубликовал две главы Kyojuro Rengoku Gaiden. 4 декабря 2020 года вышел танкобон «гайдэнов», в который вошли Giyu Tomioka Gaiden, Kyojuro Rengoku Gaiden и Kimetsu no Aima!. 4 января 2022 года Viz Media выпустила данный сборник на английском языке под названием Demon Slayer: Kimetsu no Yaiba ― Stories of Water and Flame. 7 июля 2025 года о планах на его выпуск объявило и «Истари комикс».
5 октября 2020 года в Weekly Shonen Jump был опубликован 19-страничный ваншот, написанный и проиллюстрированный Готогэ и рассказывающий о первой миссии Кёдзюро. 16 октября 2020 года все, кто приходил в кинотеатры на фильм «Истребитель демонов: Поезд „Бесконечный“», получали в подарок 84-страничную брошюру под названием Rengoku Volume 0, в которой напечатаны упомянутый выше ваншот и интервью с актёрами и съёмочной группой фильма. Брошюра была напечатана ограниченным тиражом в 4,5 млн экземпляров.
С 4 августа 2021 года в журнале Saikyo Jump публикуется спин-офф-манга под названием Kimetsu Gakuen! (яп. キメツ学園! Кимэцу гакуэн!) автора и иллюстратора Нацуки Хоками, основанная на короткометражных аниме-фильмах Kimetsu Gakuen Valentine-hen. 4 января 2022 года Shueisha выпустила первый том манги. По состоянию на начало 2025 года издано шесть томов. Viz Media приобрела лицензию на выпуск данной спин-офф-манги под названием Demon Slayer: Kimetsu Academy.

### Ранобэ
4 февраля 2019 года в продажу в Японии вышло ранобэ под названием Demon Slayer: The Flower of Happiness (яп. 鬼滅の刃 しあわせの花 Кимэцу но яиба Сиавасэ но хана, «Истребитель демонов: Цветок счастья») за авторством Готогэ и Аи Ядзимы. Его сюжет рассказывает о жизнях Тандзиро и Дзэницу до основных событий серии, а также затрагивает жизни Аой и Канао. Также в ранобэ присутствует глава об альтернативной вселенной, в которой персонажи ходят в старшую школу. 4 октября 2019 года вышло второе ранобэ за авторством Готогэ и Ядзимы, получившее название Demon Slayer: One-Winged Butterfly (яп. 鬼滅の刃 片羽の蝶 Кимэцу но яиба Катаханэ но Тё:, «Истребитель демонов: Однокрылая бабочка»). Оно рассказывает о жизни Синобу и её сестры Канаэ до и вскоре после их становления истребителями демонов после того, как Гёмэй спас им жизни. 3 июля 2020 года вышло третье ранобэ под названием Demon Slayer: Signs from the Wind (яп. 鬼滅の刃 風の道しるべ Кимэцу но яиба Кадзэ но митисирубэ, «Истребитель демонов: Знаки ветра»), рассказывающее о Санэми. В феврале 2022 года Viz Media объявила о намерении опубликовать данные ранобэ в 2022 году.

### Прочая печатная продукция
4 июля 2019 года вышел фанбук под названием Demon Slayer: Kimetsu no Yaiba Official Fanbook: Demon Slaying Corps Memorandum (яп. 鬼滅の刃公式ファンブック 鬼殺隊見聞録 Кимэцу но яиба Ко:сики фамбукку кисацутаи кэмбунроку, «Истребитель демонов: Записки истребителей. Официальный фанбук»). Он содержит справочную информацию о нескольких персонажах манги, а также три полноценных главы первоначальной версии серии под названием Kisatsu no Nagare (яп. 鬼殺の流れ Кисацу но нагарэ, «Течение, убивающее демонов»).
4 февраля 2021 года вышел второй фанбук — Demon Slayer: Kimetsu no Yaiba Official Fanbook: Demon Slaying Corps Memorandum 2 (яп. 鬼滅の刃公式ファンブック 鬼殺隊見聞録・弐 Кимэцу но яиба Ко:сики фамбукку кисацутаи кэмбунроку ни, «Истребитель демонов: Записки истребителей, часть 2. Официальный фанбук»). Он включает в себя три главы в формате ваншотов: Tanjirō no Kinkyō Hōkokusho (яп. 炭治郎の近況報告書 Тандзиро: но кинкё: хо:кокусё, «Отчёт о текущем состоянии Тандзиро») рассказывает о судьбе Тандзиро и других персонажей после событий манги; Totsugeki!! Jigoku no Onishuzai ~Sanzunokawa o Koete~ (яп. 突撃!! 地獄の鬼取材～三途の川を越えて～ Тоцугэки!! Дзигоку но онисюдзаи ~Сандзунокава о коэтэ~, «Срочные новости! Демоны из ада! Переправа на дальний берег») демонстрирует демонов из «того времени»; а Kimetsu no Dodai (яп. 鬼滅の土台 Кимэцу но додаи, «Создание „Истребителя…“») рассказывает несколько реальных историй Готогэ, связанных с рисованием манги во время её сериализации. В сборник также включёны выходивший ранее ваншот Rengoku Volume 0, упомянутый разделом выше, ваншоты Nenshi Bangai-hen (яп. 年始番外編 Нэнси бангаи-хэн, «Новогодний спецвыпуск») и Nenmatsu Bangai-hen (яп. 年末番外編 Нэммацу бангаи-хэн, «Спецвыпуск под конец года»), опубликованные Weekly Shonen Jump в 2020 и 2019 годах соответственно, и ваншот Micchaku! «Kimetsu Gakuen» ni Kayou Tanjiro no 1-nichi (яп. 密着！"キメツ学園"に通う炭治郎の1日 Миттяку! «Кимэцу гакуэн» ни каё Тандзиро: но 1-нити, «Взгляните! Один день из жизни Тандзиро, ученика школы истребителей»), в 2018 году опубликованный в сборнике Jump Giga 2018 Winter Vol.3.
4 февраля 2021 года в продажу поступил артбук под названием Demon Slayer: Kimetsu no Yaiba – Koyoharu Gotouge Artbook: Ikuseiso (яп. 鬼滅の刃 吾峠呼世晴画集―幾星霜― Кимэцу но яиба Гото:гэ Коёхару гасю: икусэисо, «Истребитель демонов: Сквозь годы. Артбук Коёхару Готогэ»).

### Аниме-сериал
С 6 апреля по 28 сентября 2019 года на японском телевидении выходил 26-серийный одноимённый аниме-сериал, созданный на студии Ufotable, поставленный режиссёром Харуо Сотодзаки и спродюсированный Хикару Кондо.
Второй сезон был поделён на две части: первая являлась адаптацией сюжетной арки «Поезд „Бесконечный“», состояла из семи серий и и выходила в эфир с 10 октября по 28 ноября 2021 года, а вторая часть адаптировала арку «Квартал красных фонарей», состояла из одиннадцати серий и выходила с 5 декабря 2021 года по 13 февраля 2022 года.
Третий сезон, охватывающий сюжетную арку «Деревня кузнецов», выходил в эфир с 9 апреля по 18 июня 2023 года.
По завершении трансляции третьего сезона был анонсирован четвёртый, адаптирующий сюжетную арку «Тренировка столпов». Его первая серия, длящаяся 48 минут, вышла 12 мая 2024 года.

#### Фильмы-компиляции
Ещё до выхода в эфир первые пять серий были объединены в полнометражный фильм, вышедший в японский прокат 29 марта 2019 года и демонстрировавшийся в кинотеатрах в течение двух недель под названием «Истребитель демонов: Узы брата и сестры» (яп. 鬼滅の刃 兄妹の絆 Кимэцу но яиба Кё:дай но кидзуна).
3 февраля 2023 года в Японии состоялась премьера фильма-компиляции «Истребитель демонов: Деревня кузнецов», в котором были объединены десятая и одиннадцатая серии арки «Квартал красных фонарей» и первая серия арки «Деревня кузнецов» в формате предварительного показа.
2 февраля 2024 года в Японии состоялась премьера второго фильма-компиляции под названием «Истребитель демонов: На тренировку столпов», в состав которого входят две последние серии «Деревни кузнецов» и первая серия арки «Тренировка столпов» в формате предварительного показа. 23 февраля фильм вышел в международный прокат.

#### Полнометражные фильмы
16 октября 2020 года в японский прокат вышел полнометражный фильм «Истребитель демонов: Поезд „Бесконечный“». В России премьера картины состоялась 20 мая 2021 года. Собрав по итогам мирового проката более $500 млн, полнометражный «Поезд „Бесконечный“» стал самым кассовым фильмом 2020 года и самым кассовым аниме-фильмом в истории.
30 июня 2024 года, по завершении трансляции четвёртого сезона аниме-сериала, состоялся анонс трилогии фильмов, в которых будет экранизирована сюжетная арка «Бесконечная крепость». Первая лента трилогии вышла в японский прокат 18 июля 2025 года.

### Видеоигры
Издатель Aniplex объявил о разработке мобильной игры под названием Kimetsu no Yaiba: Keppū Kengeki Royale (яп. 鬼滅の刃 血風剣戟ロワイアル Кимэцу но яиба Кэппу: кэнгэки роваиару, «Истребитель демонов: Кровавый клинок») и запланировал дату релиза на 2020 год. Производством занималась дочерняя компания издателя Quatro A. В декабре 2020 года релиз проекта был отложен с целью доработки.
В том же году была анонсирована видеоигра на основе аниме-сериала. Проект под названием Demon Slayer: Kimetsu no Yaiba – The Hinokami Chronicles (яп. 鬼滅の刃 ヒノカミ血風譚 Кимэцу но яиба Хиноками кэппу:тан) был разработан CyberConnect2 и выпущен Aniplex. 14 октября 2021 года игра вышла в Японии на PlayStation 4, PlayStation 5, Xbox Series X/S и в Steam. 15 октября 2021 года компания Sega выпустила игру на международном рынке. 9 июня 2022 года состоялся релиз на консоли Nintendo Switch. В декабре 2024 года было анонсировано продолжение игры. Demon Slayer: Kimetsu no Yaiba – The Hinokami Chronicles 2 (яп. 鬼滅の刃 ヒノカミ血風譚 Кимэцу но яиба Хиноками кэппу:тан ни) выйдет на тех же платформах, что и первая часть, в 2025 году.
В апреле 2024 года на Nintendo Switch вышла компьютерная настольная игра под названием Demon Slayer: Kimetsu no Yaiba – Sweep the Board; в июле того же года состоялся релиз на PlayStation 5, PlayStation 4, Xbox Series X/S и в Steam.

### Театральные постановки
В 44-м за 2019 год выпуске Weekly Shonen Jump была анонсирована театральная постановка по мотивам манги. С 18 по 26 января 2020 года спектакль ставился в театре Tennōzu Ginga Gekijō в Токио, а с 31 января по 2 февраля того же года — на сцене AiiA 2.5 Theater Kobe в префектуре Хиого. Сценаристом и режиссёром постановки стал Кэнъити Суэмицу, а композитором — Сюнсукэ Вада. Тандзиро Камадо сыграл актёр Рёта Кобаяси, его сестру Нэдзуко — Акари Такаиси, Дзэницу Агацуму — Кэйсукэ Уэда, Иноскэ Хасибиру — Юго Сато, Гию Томиоку — Рэо Хонда, Сакондзи Урокодаки — Томоюки Такаги, Тамаё — Мими Майханэ, Юсиро — Хисанори Сато, а главного антагониста Мудзана Кибуцудзи — Ёсихидэ Сасаки. На фестивале Jump Festa ‘21, проводившемся в декабре 2020 года, была анонсирована ещё одна театральная постановка с участием тех же актёрского и творческого составов. Спектакль под названием Demon Slayer: Kimetsu no Yaiba the 2nd: Bonds ставился с 7 по 15 августа 2021 года в Токио, с 20 по 22 августа в Осаке и с 27 по 31 августа того же года снова в Токио.
На фестивале Jump Festa ‘22 в декабре 2021 года была анонсирована традиционная пьеса для театра но-кёгэн. Её ставили в театре Kanze Noh Theater в Токио с 26 по 31 июля 2022 года и в театре Ohtsuki Noh Theater в Осаке с 9 по 11 декабря того же года. Оцуки Юити сыграл Тандзиро и Нэдзуко, Оцуки Бундзо — Руи, а Номура Мансаи (также режиссёр пьесы) — Мудзана Кибуцудзи. В выпуске Weekly Shonen Jump в январе 2022 года была анонсирована третья постановка, основанная на сюжетной арке «Поезд „Бесконечный“». Она получила название Demon Slayer: Kimetsu no Yaiba The Stage Part 3: Mugen Dream Train и ставилась на сцене Tokyo Dome City Hall в Токио 10 и 11 сентября, в театре Kyoto Theater в Киото с 16 по 25 сентября и снова в Tokyo Dome City Hall с 15 по 23 октября.
В апреле 2023 года была анонсирована четвёртая театральная постановка, на этот раз основанная на сюжетной арке «Квартал красных фонарей». Она получила название Demon Slayer: Kimetsu no Yaiba The Stage Part 4: Sneaking into the Entertainment District и ставилась с 11 по 19 ноября 2023 года в Осаке и с 1 по 10 декабря того же года в Токио. К своим ролям вернулись практически все актёры, однако Тандзиро Камадо на этот раз сыграл Сёго Сакамото; творческий состав также остался прежним. В октябре 2022 года была анонсирована постановка для театра кабуки под названием Demon Slayer: Kimetsu no Yaiba Super Kabuki II. Её планировалось ставить в токийском театре Shinbashi Enbujo с февраля по март 2024 года, однако выступления пришлось отложить, поскольку один из актёров был недоступен ввиду «различных обстоятельств».

### Прочее
С 6 по 23 ноября 2020 года в театре «Минами-дза» в Киото проходила выставка, на которой персонажи из манги были представлены в стиле кабуки. С 26 октября по 12 декабря 2021 года в художественном музее Мори в Токио проходила художественная выставка. На ней демонстрировались оригинальные художественные работы Коёхару Готогэ, а также продавалась оригинальная продукция. С 14 июля по 4 сентября 2022 года данная выставка также проводилась в комплексе Grand Front Osaka.
С 17 сентября 2021 года по 13 февраля 2022 года в тематическом парке Universal Studios Japan можно было посетить аттракционы, созданные на основе манги и аниме, например американские горки виртуальной реальности «Demon Slayer XR Ride», в которых посетители парка могли увидеть события на поезде «Бесконечный» от первого лица. В число развлечений также входили дополнение для горки «Hollywood Dream the Ride» в виде оригинальных историй, которые посетители слушали во время поездки, и так называемый «Demon Slayer Corps Special Training Rally», в рамках которого посетители имели возможность принять участие в специальных тренировках истребителей демонов, «открыть для себя своё „дыхание“ и стать членами организации истребителей». Те, кто прошёл последнюю тренировку, получали специальный сертификат. Universal Studios Japan планирует заново открыть «Demon Slayer XR Ride» на период с 1 февраля по 6 июня 2024 года.

## Восприятие

### Популярность и влияние
В 2020 году прибыль франшизы «Истребитель демонов» достигла отметки в ¥1 трлн ($8,75 млрд). В январе 2021 года появились сообщения о том, что в 2020 году продажи печатных копий манги в Японии по сравнению с предыдущим годом снизились всего на 1 %. Это наименьший спад за год с 2006 года, что считается причиной возросшего интереса японцев к чтению в период пандемии COVID-19 и «успешного бума» манги «Истребитель демонов» и сопутствующей продукции. По данным портала CharaBiz, базы данных лицензий на персонажей в Японии, франшиза «Истребитель демонов» в 2020 году стала самой кассовой, обойдя такие известные бренды, как Anpanman, «Покемон», «Микки Маус» и Peanuts (Снупи). Аниме-адаптацию «Квартала красных фонарей» посмотрело 18,43 млн зрителей, причём десятую серию посмотрели 25,5 млн, а одиннадцатую — 25,97 млн. Финальную серию арки «Деревня кузнецов» посмотрело 22,87 млн зрителей, в то время как двойной показ первой серии вместе с финалом «Квартала красных фонарей» собрал 22,51 млн просмотров в телеэфире. Арка «Деревня кузнецов» также стала самым просматриваемым аниме в 2023 году — в Японии её посмотрело 15,4 млн телезрителей.
Сайт Gadget Tsūshin включил названия техник дыхания и фразу «А-а-а-а-а! Эпоха! Эпоха сменилась!» (которую произносит один из второстепенных персонажей в одной из первых глав манги) в свой список самых популярных модных слов из аниме 2019 года. В конце 2020 года на сайте Tumblr был размещён обзор крупнейших сообществ, фэндомов и трендов, популярных в том году, в котором «Истребитель демонов» оказался на седьмом месте в категории «Лучшие аниме и манга». В 2021 году арка «Поезд „Бесконечный“» из второго сезона аниме-сериала оказалась на третьем месте в ежегодном конкурсе Japan’s Trend Awards, проводимом социальной сетью «Твиттер» на основе анализа наиболее популярных тем обсуждения на платформе за год. Сериал также получил звание «Самого ретвитываемого» в связи с анонсом арки «Квартал красных фонарей». По результатам опроса за 2020 год, проводимого образовательной и издательской компанией Benesse, которая опросила 7661 японского ребёнка (5170 девочек и 2491 мальчика), которые посещали с третьего по шестой классы, Тандзиро Камадо возглавил список десяти «самых любимых людей», оставив позади матерей, отцов и учителей детей, оказавшихся на втором, четвёртом и пятом местах, в то время как остальные позиции заняли другие персонажи «Истребителя демонов». В том же 2020 году компания Oricon провела мониторинговое исследование, из которого стало известно, что более 90 % японцев знают об «Истребителе демонов»; 40,5 % сказали, что франшиза им «хорошо знакома», а 57,3 % ответили, что им «известно это название», то есть 97,8 % опрошенных знают о существовании «Истребителя…». Из 1558 людей, сказавших, что манга им «хорошо знакома», 1182 человека отметили, что она им «понравилась», либо «очень понравилась». На вопрос «что именно в этой серии манги вам нравится?» большинство (76,4 %) отвечало, что им понравился сюжет; далее опрошенные хвалили вселенную серии (49,3 % голосов) и персонажей, которым можно симпатизировать (45,3 % голосов). 31 % поклонников отметил, что они покупали мангу, а 66,1 % от этого числа заявили, что у них есть все тома. По словам многих опрошенных, «Истребитель демонов» помог им научиться ценить свои семьи и укрепить связь с ними, а также поспособствовал сближению представителей разных поколений, в том числе на работе и в повседневной жизни. 3848 сотрудников отдела мониторинговых исследований Oricon проводили данный опрос с 18 по 24 ноября, опрашивая людей самых разных возрастов. Манга и аниме поспособствовали развитию международного туризма, причём многие из тех, кто приезжал в Японию, ездили по локациям, похожим на те, что показаны в «Истребителе демонов». В 2021 году организация «Японский Красный Крест» разместила в Токусиме на объявлениях о возможности сдать кровь персонажей из манги и аниме, что помогло увеличить число доноров. С 2022 года упоминания серии встречаются в учебниках для старших школ в Японии.
По словам главного редактора Weekly Shonen Jump Хироюки Накано, внезапный успех манги обусловлен тем, что её продажи резко выросли после выхода аниме-адаптации; большинство зрителей посмотрело сериал целиком после выхода в онлайн-кинотеатрах, а не смотрело каждую новую серию раз в неделю. Накано также заявил, что серии манги, публикуемые в журнале, редко становятся хитами, и «Истребитель демонов», хоть и публиковался с февраля 2016 года, до самого конца 2019-го большой популярности не имел, добавив, что успех серии «зависел от сарафанного радио, заработавшего после премьеры аниме». По словам Накано, «Истребитель демонов» также привлёк к журналу внимание множества новых читателей. По словам продюсера аниме-сериала Юмы Такахаси, на успех проекта повлияли три основных фактора: «Мощный первоисточник, подход к адаптации его в формат аниме и общая атмосфера». Такахаси объяснил, что хотя многие узнали об оригинальной манге через аниме-сериал, его одного было недостаточно для создания хита, заявляя о том, что оригинальная манга сама по себе интересна и что авторы аниме пытались адаптировать её со всей серьёзностью, сохранив при этом все те элементы, которыми она привлекает поклонников. Именно серьёзность подхода сотрудников студии Ufotable к созданию аниме отчасти повлияла на успех проекта. Такахаси заострил внимание на том, как за последние несколько лет изменился взгляд зрителей на аниме и насколько популярными стали стриминговые платформы. По словам продюсера, создание сезона из 26 серий способствовало потенциальному формированию аудитории. «Пока аниме выходило в эфир, история в манге набирала обороты, и нам повезло выпустить свой продукт в нужное время. Не то чтобы он прямо-таки внезапно оказался у всех на слуху; как мне кажется, аниме закономерно привлекло внимание поклонников и заодно расширило фанбазу», — добавил он. 20 декабря 2020 года, во время проведения фестиваля Jump Festa ‘21, Маюми Танака, сэйю, озвучивающая Манки Д. Луффи в аниме-адаптации манги «One Piece. Большой куш», вслух зачитала обращение автора «Большого куша» Эйитиро Оды, похвалившего работу Готогэ: «„Истребитель демонов“, выходивший в Jump, действительно прекрасен. Мне нравится то, как ему удаётся спасать чувства стольких людей. Это просто превосходная работа. Именно такой, по моему мнению, и должна быть манга. Она даже тронула меня каким-то образом!». По словам Юсукэ Мураты, иллюстратора манги «Ванпанчмен», «Истребитель демонов» внёс неизмеримый вклад в развитие всей индустрии, а автор манги «Магическая битва» Гэгэ Акутами заявил, что благодаря «Истребителю…» в мире появилось множество новых поклонников данного формата.
В январе 2021 года создатель франшизы Gundam Ёсиюки Томино поделился в интервью сайту Anime News Network своими впечатлениями об «Истребителе демонов»; по его словам, он поначалу завидовал тому, как к производству аниме удалось привлечь «настолько преданных и талантливых авторов», и сказал следующее: «Сэйю отличные, автор всем известной песни тоже отличный. Столько одарённых людей собралось! В этом смысле мои ощущения превзошли зависть, и я подумал: „Боже, эти ребята действительно что-то собой представляют!“». Тем не менее Томино назвал культурный успех проекта стечением обстоятельств, объяснив это так: «Я не думаю, что „Истребитель демонов“ такой уж рассчитанный или надуманный. Скорее такая сборка была обычным стечением обстоятельств»; затем он добавил, что в аниме-индустрии людей зачастую выбирают на работу, потому что им «просто повезло оказаться в нужном месте и в нужное время», и что людей с идеальными способностями и врождёнными качествами выбирают редко.
Бывший премьер-министр Японии Ёсихидэ Суга процитировал мангу на заседании Бюджетного комитета Палаты представителей в парламенте Японии в ноябре 2020 года. «Я отвечу полной концентрацией дыхания» (яп. 「全集中の呼吸」で答弁させて頂きます‼️ "Дзэнсю:тю: но кокю:" дэ то:бэнсасэтэ итадакимасу), — сказал он в ответ на вопрос со стороны члена оппозиционной партии. Преемник Суги Фумио Кисида заявил, что он является поклонником «Истребителя демонов», и пообещал улучшить условия для индустрии аниме и манги. В 2021 году некоторые японские политики даже использовали лейтмотивы и шаблоны из «Истребителя демонов» в рамках своих предвыборных кампаний. Поклонникам такие решения не понравились, однако в рамках законов об авторском праве в Японии ни издатель манги Shueisha, ни любой иной владелец прав на распространение аниме ничего с этим сделать не смогли.

### Манга
По результатам опроса «Zenkoku Shotenin ga Eranda Osusume Comic» (с яп. — «Комиксы, рекомендуемые владельцами книжных магазинов») за 2017 год, проводимого книжным интернет-магазином Honya Club, «Истребитель демонов» оказался на четырнадцатом месте. Также манга несколько раз попадала в список двадцати лучших серий манги для мужчин по версии журнала Kono Manga ga Sugoi!, выпускаемого издательством Takarajimasha: в списке за 2018 год она оказалась на девятнадцатом месте, в 2019 году — на шестом, а в 2020 году — на семнадцатом. В списке лучших книг за первое полугодие 2020 года по версии компании Rakuten Kobo манга оказалась на первых местах во всех демографических группах, от подростков до пожилых людей. В 2020 году Готогэ получил премию «Нома» в области издательской культуры, которую издательство «Коданся» вручает за заслуги в сфере «переосмысления издательского дела». Готогэ получил награду благодаря продажам произведений франшизы, которые с 2019 по 2020 год усилили всю издательскую индустрию. Журнал Freestyle включил «Истребителя демонов» в свой список «лучших серий манги, которые стоит прочитать в 2021 году», где работа Готогэ оказалась на шестнадцатом месте, которое она разделила с мангой «Человек-бензопила». По итогам опроса Manga Sōsenkyo, организованного в начале 2021 года телесетью TV Asahi, в рамках которого 150 000 людей голосовали за 100 лучших, по их мнению, серий манги, «Истребитель демонов» оказался на втором месте, уступив лишь манге «One Piece. Большой куш».
Многие мангаки хвалили серию; автор манги Hunter × Hunter Ёсихиро Тогаси оставил восторженный отзыв на оби, обёрнутом вокруг печатной версии четвёртого тома «Истребителя демонов»; для оби на пятом томе свой хвалебный комментарий оставил Осаму Акимото, автор серии Kochikame; автор Apocalypse Zero Такаюки Ямагути похвалил мангу и рекомендовал её к прочтению в интервью 2018 года, данном им в период выхода десятого тома. Киноко Насу, автор ранобэ Kara no Kyoukai, назвал «Истребителя демонов» одной из своих любимых серий манги. Также о манге положительно отзывался комик и писатель-романист Наоки Матаёси.

#### Продажи
«Истребитель демонов» — одна из самых продаваемых серий манги в истории. По состоянию на февраль 2019 года по всему миру в общей сложности было продано более 3,5 млн копий; к сентябрю того же года продажи превысили отметку в 10 млн копий; а к декабрю манга и вовсе преодолела отметку в 25 млн проданных экземпляров; по состоянию на февраль 2020 года было продано в общей сложности уже более 40 млн экземпляров манги. К концу февраля 2020 года «Истребитель демонов» стал пятой самой продаваемой мангой по данным компании Oricon (40,3 млн копий). 6 мая 2020 года франшизе удалось продать более 60 млн копий манги, в том числе в цифровом формате. 22 мая 2020 года «Истребитель демонов» стал второй мангой в истории Oricon, чьи продажи превысили 60 млн экземпляров, поскольку уже к тому моменту по всему миру было продано 60 027 печатных изданий. В июле 2020 года было продано более 80 млн экземпляров, из которых 71 млн — печатные издания. С выходом двадцать второго тома 2 октября 2020 года франшизе удалось преодолеть рубеж в 100 млн проданных копий, 90 518 млн из которых — печатные версии; таким образом «Истребитель демонов» стал девятой мангой из журнала Weekly Shonen Jump, преодолевшей рубеж в 100 млн копий; до него это удавалось сделать лишь таким сериям, как Kochikame, «Кулак Полярной звезды», «Жемчуг дракона», JoJo’s Bizarre Adventure, Slam Dunk, «One Piece. Большой куш», «Наруто» и «Блич». В декабре 2020 года продажи «Истребителя демонов» дошли до отметки в 120 млн копий (с учётом цифровых версий), что позволило работе Готогэ стать второй по данным Oricon серией манги, продавшей более 100 млн экземпляров; этот рекорд ещё в 2012 году установил «Большой куш». В феврале 2021 года тираж манги превысил 150 млн экземпляров с учётом копий в «цифре».
В феврале 2020 года вышел девятнадцатый том манги; в первую неделю было продано 1,378 млн экземпляров книги, что позволило «Истребителю демонов» стать третьей серией манги, одну печатную книгу в рамках которой в течение первой недели после выхода в продажу приобрели более одного миллиона раз; до него это удавалось сделать «Большому кушу» (45 раз) и «Атаке на титанов» (2 раза). В мае 2020 года физические копии обычного и ограниченного изданий двадцатого тома купили в общей сложности 1 990 249 раз. В июле 2020 года обычное и ограниченное издания двадцать первого тома были проданы общим тиражом в 2 041 177 экземпляров. В октябре 2020 года двадцать второй том в течение четырёх недель подряд держался на первом месте в чарте продаж манги Oricon, продав 326 000 бумажных книг. Двадцать третий и финальный том, вышедший в декабре 2020 года, в первую неделю был продан общим тиражом в 2,855 млн экземпляров, что является самым высоким показателем за одну неделю в истории статистики Oricon. В январе 2021 года восьмая, первая и седьмая книги были проданы общими тиражами в 5,03 млн, 5,029 млн и 5,009 млн копий соответственно, став первыми по версии Oricon томами манги, чьи продажи превысили 5 млн копий. Двадцать третий том стал первой книгой манги, проданной общим тиражом более 4 млн экземпляров; таким образом он также стал первым томом манги с таким показателем в графиках продаж за полугодие, составляемых Oricon, с начала деятельности компании по составлению рейтингов в 2008 году. По состоянию на май 2021 года девятнадцать томов «Истребителя демонов» разошлись тиражами более 5 млн копий каждый. Книга Stories of Water and Flame стала первым спин-оффом издательства Shueisha с первоначальным тиражом в 1 млн экземпляров.
В ноябре 2019 года представители Shueisha заявили, что «Истребитель демонов» стал второй самой продаваемой мангой издательства за 2019 год, уступив лишь «Большому кушу» Эйитиро Оды, — всего в этот период купили 12,7 млн экземпляров. Тем не менее Oricon в своём рейтинге самой продаваемой манги за 2019 год поместил «Истребителя демонов» с 12 млн проданных копий на первое место, а «Большой куш» с 10,1 млн копий — на второе, таким образом признав «Истребителя демонов» самой продаваемой мангой в том году. Ода написал сообщение, в котором похвалил успех манги Готогэ.
«Истребитель демонов» стал первой серией, книги которой заняли все десять позиций в еженедельном чарте манги Oricon. Весь топ-10 манга занимала в течение целого месяца, и кроме того, она стала первой серией в истории Oricon, чьи книги заняли все позиции в еженедельном чарте продаж компании, состоящем из 19 позиций. В октябре 2020 года двадцать два тома манги заняли все позиции в соответствующем еженедельном чарте манги всё той же компании Oricon. «Истребитель демонов» стал таким образом самой продаваемой мангой за первую половину 2020 года (за этот промежуток времени было продано 45 297 633 экземпляра), а его двадцать томов (в том числе специальное издание двадцатой книги) заняли почти все позиции в списке 25 самых продаваемых книг манги за 2020 год. В 2020 году первые двадцать два тома «Истребителя демонов» стали самыми продаваемыми томами манги, что позволило и самой серии стать самой продаваемой мангой за 2020 год (продав 82 345 447 экземпляров).
В Северной Америке, начиная с сентября 2019 года, как минимум один том «Истребителя демонов» входит в ежемесячные списки двадцати самых продаваемых графических романов для взрослых, составляемые поставщиком данных BookScan, принадлежащим компании NPD. Начиная с февраля 2020 года, газета The New York Times также регулярно включает «Истребителя демонов» в свои ежемесячные списки бестселлеров среди графических романов и манги. В первую половину 2021 года было продано более 26 млн экземпляров манги, что позволило ей стать самой продаваемой мангой за данный промежуток времени, в то время как четыре тома основной серии (18-й, 19-й, 22-й и 23-й), спин-офф Stories of Water and Flame и первый фанбук вошли в число 25 самых продаваемых книг манги. По итогам 2021 года «Истребитель демонов» стал второй самой продаваемой мангой, поскольку за весь год было продано более 29,5 млн экземпляров, в то время как двадцать третий том и Stories of Water and Flame оказались на первом и втором местах соответственно в списке самых продаваемых книг манги. Второй фанбук и ещё четыре тома попали в список 30 самых продаваемых книг.
По данным издания ICv2, «Истребитель демонов» стал самой продаваемой франшизой манги за четвёртый квартал 2021 года (сентябрь—декабрь) в США, а также второй «самой экономичной франшизой» для сетей розничных книжных магазинов; аналитики выяснили это благодаря расчётам, у каких франшиз манги были самые высокие продажи на книгу. По данным NPD BookScan, четыре тома «Истребителя демонов» попали в список 20 самых продаваемых томов манги за 2021 год. К маю 2021 года тиражи изданий от Viz Media превысили 4 млн экземпляров.

#### Отзывы критиков
Ещё до выхода аниме-адаптации обозреватель сайта Anime News Network Николас Дюпре включил «Истребителя демонов» в свой список «самой недооценённой манги Shonen Jump». «„Истребитель…“, вероятно, является чем-то необычным по меркам Jump, но у него прочно утвердился уникальный стиль, на который стоит обратить внимание», — написал он. Ребекка Сильверман, пишущая статьи на том же сайте, поставила первому тому манги оценку B−. Сильверман похвалила сюжетные идеи и персонажей, однако раскритиковала темп повествования. Стиль рисунка Готогэ она назвала «необработанным и противоречивым», хотя и похвалила некоторые детали; по её мнению, одежда Тандзиро и Нэдзуко отражает как бедность, так и любящее окружение, в которых они выросли. Сильверман назвала «Истребителя демонов» работой перспективного автора и выразила надежду на дальнейшее развитие серии.
Журналист Comic Book Bin Леруа Дурессо дал первому тому оценку 9/10. Он похвалил мангу за её «способность передать мощь в простоте», аргументируя эти слова «приятным», но слишком детализированным, по его мнению, стилем рисунка Готогэ и незамысловатыми диалогами и экспозицией. Дурессо похвалил персонажей серии и порекомендовал её к прочтению поклонникам историй о сражающихся с демонами героях. Ник Смит из ICv2 дал первому тому 4 балла из 5. По его мнению, история хорошо продумана, а персонажи привлекают внимание, однако в мире произведения «людям выживать слишком тяжело». Смит заявил, что рисунок хороший, но при этом ничем особенным не выделяется, и порекомендовал мангу «подросткам и взрослым, которым нравится наблюдать за героями, противостоящими ужасающему злу». Журналист Otaku USA Че Гилсон похвалил мангу за сюжет, боевые сцены и развитие персонажей. Гилсон назвал рисовку «жёсткой», но при этом отметил, что вместо того, чтобы выглядеть как наброски или как обведённые фотокомпозиты, манга «выглядит так, будто её вырезали и напечатали на деревянных досках». «С помощью увлекательного сюжета и таких же персонажей первый том приводит к клиффхэнгеру, из-за которого становится трудно ждать следующий том». Обозреватель издания The Fandom Post Крис Беверидж раскритиковал первую главу за то, что в ней «слишком много слов там, где было бы достаточно лишь действия», и в конечном итоге назвал её частью «незавершённой работы». После просмотра аниме-сериала Мелина Даргис, пишущая статьи для того же сайта, так увлеклась историей и персонажами, что решила сделать обзор на второй том манги. Даргис написала, что хоть она и знала, что в нём произойдёт, для неё «было невероятным удовольствием пережить эти события ещё раз»; «Это действительно прекрасная история, затрагивающая широкий круг интересов», — написала она в заключении.
Журналист японского издания Real Sound Нобуюки Идзуми сравнил сюжет, мир и структуру произведения с первыми двумя частями манги JoJo’s Bizarre Adventure за авторством Хирохико Араки, Phantom Blood и Battle Tendency, а также с мангой Ushio to Tora за авторством Кадзухиро Фудзиты.

#### Награды и номинации
| Год  | Премия                                                    | Категория                      | Результат  | Прим.   |
| ---- | --------------------------------------------------------- | ------------------------------ | ---------- | ------- |
| 2017 | Tsutaya Comic Award                                       | «Надежда на аниме»             | 3-е место  | [ 203 ] |
| 2018 | Ежегодный рейтинг «Книга года» по версии журнала Da Vinci | «Книга года»                   | 30-е место | [ 204 ] |
| 2019 | Ежегодный рейтинг «Книга года» по версии журнала Da Vinci | «Книга года»                   | 10-е место | [ 205 ] |
| 2020 | BookWalker Awards                                         | «Гран-при»                     | Победа     | [ 206 ] |
| 2020 | Piccoma Awards                                            | Категория «Луна» (яп. 月 цуки) | Победа     | [ 207 ] |
| 2020 | Ежегодный рейтинг «Книга года» по версии журнала Da Vinci | «Книга года»                   | Победа     | [ 208 ] |
| 2020 | Культурная премия имени Осаму Тэдзуки                     | «Культурная премия»            | Номинация  | [ 209 ] |
| 2021 | Культурная премия имени Осаму Тэдзуки                     | «Культурная премия»            | Номинация  | [ 210 ] |
| 2021 | Культурная премия имени Осаму Тэдзуки                     | «Специальная премия»           | Победа     | [ 211 ] |
| 2021 | Премия Японской ассоциации художников манги               | «Первый приз»                  | Победа     | [ 212 ] |
| 2021 | Ridibooks Comic Award                                     | «Гран-при»                     | Победа     | [ 213 ] |
| 2021 | Ежегодный рейтинг «Книга года» по версии журнала Da Vinci | «Книга года»                   | Победа     | [ 214 ] |
| 2021 | «Сэйун»                                                   | «Лучший комикс»                | Номинация  | [ 215 ] |

### Ранобэ и прочая печатная продукция
В 2019 году ранобэ Demon Slayer: Flower of Happiness разошлось тиражом около 210 966 экземпляров, а Demon Slayer: One-Winged Butterfly — тиражом около 196 674 экземпляров. Оба ранобэ попали в рейтинг самых продаваемых бункобонов по версии Oricon, оказавшись на третьей и четвёртой позициях соответственно. Новеллизация «Истребителя демонов», разошедшаяся тиражом в 407 640 экземпляров, попала на десятое место в списке самых продаваемых ранобэ за 2019 год. После запланированного переиздания в феврале 2020 года общий тираж Demon Slayer: Flower of Happiness и Demon Slayer: One-Winged Butterfly составил 1,16 млн копий, что позволило книгам быстрее прочих франшизных романов, выпущенных под лейблом «Jump J-Books», быть изданными тиражом более 1 млн копий. Ранобэ стали самыми продаваемыми за первую половину 2020 года, разойдясь общим тиражом в 1 199 863 экземпляра. В то же время новеллизация «Истребителя демонов», за 2020 год разошедшаяся тиражом в 2 752 593 экземпляра, стала самым продаваемым ранобэ в том году и удерживала лидерство в течение первой половины 2021 года, продав за этот период в общей сложности 651 358 экземпляров; в список самых продаваемых ранобэ за первую половину 2021 года попали все три романа и новеллизация фильма «Истребитель демонов: Поезд „Бесконечный“» (как обычное издание, так и издание «Mirai bunko»). Три ранобэ также оказались в списке пяти самых продаваемых ранобэ за 2021 год, в то время как новеллизация оригинальной манги стала самым продаваемым романом за год (было продано 776 320 экземпляров).
Ещё четыре книги по франшизе попали в список самых продаваемых общих книг за 2021 год: артбук Demon Slayer: Kimetsu no Yaiba — Koyoharu Gotouge Artbook: Ikuseiso занял третье место с 491 007 проданными экземплярами; Demon Slayer: Kimetsu no Yaiba — Coloring Book: Blue — седьмое (414 523 проданных экземпляра); Demon Slayer: Kimetsu no Yaiba — Coloring Book: Red — девятое (370 460 проданных экземпляров); а третья официальная книга о персонажах аниме — тринадцатое (278 531 проданный экземпляр). Продажи романов и прочих книг, разошедшихся общим тиражом более 1,4 млн копий, позволили Готогэ занять второе место в рейтинге авторов самых продаваемых общих книг за 2021 год. По результатам опроса, проведённого в мае 2020 года некоммерческой организацией Children’s Book Election Office, которая опросила более 250 000 учеников младших классов, ранобэ Demon Slayer: Flower of Happiness оказалось на десятом месте в списке «любимых детских книг».

## Комментарии
1. ↑  По данным сайта Anime News Network, «Истребитель демонов» стал восьмой мангой WSJ, чьи продажи превысили 100 млн экземпляров[164]; при этом в их материале не упоминается манга «Кулак Полярной звезды», также публиковавшаяся в WSJ и также продавшая более 100 млн копий[165].
2. ↑  При составлении рейтингов Oricon не учитывает число копий манги в «цифре»[162].